# Yên Khang
Yên Khang là một xã thuộc huyện Ý Yên, tỉnh Nam Định, Việt Nam. Đây là xã có dự án Đường cao tốc Bắc–Nam, dự án cầu Nam Bình trên địa bàn, và là quê hương của Bộ trưởng Bộ Nông nghiệp và Phát triển Nông thôn đương nhiệm Cao Đức Phát.

## Lịch sử
Trong gia phả di tích văn hoá đình và chùa làng Đô Quan, nguyên xưa nơi đây gọi là phường Quán Đổ, huyện Kim Xuyến. Khoảng 800 trước, các ông Cao Đức Đại, Phạm Văn Liên, Nguyễn Quang Khang, Hoàng Văn Bách và 20 gia đình của 4 dòng họ (Phạm, Cao, Nguyễn, Hoàng) hợp lực dựng nhà phá hoang được 500 mẫu ruộng để canh nông, sinh nhai, và tiếp tục mở mang địa danh lập thổ định vị (Nhất tử phong tự Như Quan Đổ Phường). Nơi đấy ngày nay thuộc về thôn Đô Quan. Nhiều địa danh trong xã, tương truyền là do các tổ họ đặt ra như quán Đồng Bưu, gò Ông Liên, Đa quán, Đa thờ, đền Đông, đền Trung, đền Am, Thiền Am tự.....

## Hành chính
Xã Yên Khang có 12 đơn vị hành chính cấp thôn là thôn Quảng Nạp, Đồng Cách, An Châu, Đông Anh, Trung Hưng, Am Bình, Hòa Cụ, Uy Bắc, Mễ Hạ, Mễ Thượng, Uy Nam, và Trại Mễ